# جنایت‌های دل (فیلم)
جنایت‌های دل (به انگلیسی: Crimes of the Heart) نام فیلم کمدی سیاهی است که در سال ۱۹۸۶ به کارگردانی بروس برسفورد ساخته شد.
سیسی اسپیسک موفق شد برای بازی در این فیلم برای دریافتِ جایزه اسکار بهترین بازیگر نقش اول زن نامزد شود. همچنین فیلم‌نامهٔ بث هنلی نامزدِ دریافتِ جایزه اسکار بهترین فیلم‌نامه اقتباسی شد.